# Teller (Alaska)
Teller is een plaats (city) in de Amerikaanse staat Alaska, en valt bestuurlijk gezien onder Nome Census Area.

## Demografie
Bij de volkstelling in 2000 werd het aantal inwoners vastgesteld op 268.
In 2006 is het aantal inwoners door het United States Census Bureau geschat op eveneens 268.

## Geografie
Volgens het United States Census Bureau beslaat de plaats een oppervlakte van
5,5 km², waarvan 5,0 km² land en 0,5 km² water.

## Plaatsen in de nabije omgeving
De onderstaande figuur toont nabijgelegen plaatsen in een straal van 96 km rond Teller.